# Caverna de Važecká

A Caverna de Važecká (em eslovaco:  Važecká jaskyňa; em húngaro:  Vázseci-barlang) é uma caverna de estalactites próxima da aldeia de Važec no norte da Eslováquia. Está a uma altitude de 748 metros, próximo do Rio Biely Váh. A caverna foi descoberta em 1922. Tem um comprimento de 530 m, estando 230 m abertos ao público.
Apesar de ser uma das mais curtas cavernas, é conhecida pela sua rica decoração de estalactites e fauna.